# El enigma de Diana
El enigma de Diana es una telenovela colombiana de 1967 realizada por FGA Televisión en coproducción con Producciones PUNCH para el Canal Nacional, fue dirigida por Luís Eduardo Gutiérrez y su emisión se llevó a cabo los días martes y viernes y en vivo.
Su argumento está basado en una novela homónima de Corín Tellado y relata, en 46 capítulos, la historia de una misteriosa mujer que siempre llevaba cubierto su rostro.

## Reparto
- Ráquel Ércole
- Julio César Luna
- Rebeca López
- Boris Roth
- Samara de Córdova
- Rodrigo Carmona
- Dora Cadavid
- Fernando Corredor
- Ugo Armando
- Alma Nury
- Enrique Tobon
- Elisa de Montojo
- Carmen de Lugo